# Amina Said
Amina Said, cũng đánh vần Amina Saïd (sinh năm 1953) là một tác giả người Tunisia nói tiếng Pháp.
Said được sinh ra ở Tunis với cha là người Tunisia và mẹ là người Pháp và sống ở Paris từ năm 1978, nơi cô học Văn học tại Sorbonne. Cô đã xuất bản một số cuốn sách thơ, truyện dân gian Tunisia, truyện ngắn và tiểu luận. Phần lớn công việc của cô đã được dịch sang nhiều ngôn ngữ, chủ yếu là tiếng Ả Rập, tiếng Đức, tiếng Thổ Nhĩ Kỳ, tiếng Anh và tiếng Ý. Said đã dịch các tác phẩm của nhà văn người Philippines Francisco Sionil José từ tiếng Anh sang tiếng Pháp.
Said nhận được giải thưởng Jean Malrieu năm 1989 cho Feu d'oiseaux và năm 1994, giải thưởng Charles Vildrac. Cô là thành viên ban giám khảo (thơ) cho Prix Max-Pol-Fouchet. Nhà soạn nhạc người Úc Richard Mills đã sử dụng thơ của mình cho tác phẩm Songlines of the Heart's Desire (2007).

## Tác phẩm được chọn
- Paysages, nuit fritable, 1980, Éditions Barbare
- Métamorphose de l'île et de la vague, 1985, Arcantère, Paris
- Sables funambules, 1988, Arcantère / Écrits des forges [fr] ISBN 2-89046-122-X
- Feu d'oiseaux, 1989, Les Cahiers du Sud, Marseille
- Nul autre lieu, 1992, Écrits des Forges, Quebec ISBN 2-89046-262-5
- L'une et l'autre nuit, 1993, Editions le Dé bleu, Pháp
- Marcher sur la Terre, 1994, Éditions de la Différence [fr], Paris
- Gisements de lumière, 1998, Éditions de la Différence, Paris